# 黑山社會主義共和國
黑山社會主義共和國是南斯拉夫社会主义联邦共和国的一個加盟共和國。1945年，黑山联邦州成立；1946年12月31日，更名为黑山人民共和国；1963年4月，又更名为黑山社会主义共和国。1991年8月2日，更名为黑山共和国。